# Kazuki Ota
Kazuki Ota (født 27. januar 1993) er en japansk fodboldspiller, som spiller for den japanske fodboldklub Azul Claro Numazu.